# ARA Cándido de Lasala (Q-43)
«Кандидо де Ласала» (исп. Cándido de Lasala) — аргентинский десантный корабль-док. Бывший USS Gunston Hall (LSD-5) типа «Эшленд», построенный в конце второй мировой войны компанией Moore Dry Dock Company в Окленде (США). Первый (и единственный на данный момент) в Аргентине корабль этого класса.

## История

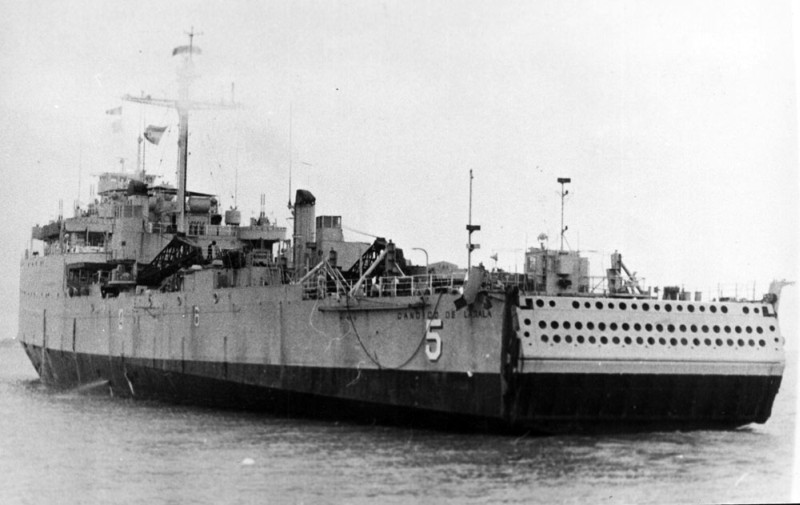

В послевоенные годы корабль находился в резерве, но снова вступил в строй с началом войны в Корее. В 1951—1952 годах в результате модернизации корабль получил возможность базирования до 9 вертолётов.
Продан Аргентине в 1970 по программе военной помощи.

## Конструкция
Первоначально классифицировался как механизированный артиллерийский транспорт (APM, mechanized artillery transports), к моменту начала строительства реклассифицирован в десантный корабль-док (LSD, dock landing ship). Корабль имел доковую камеру шириной 13,2 м и длиной 120,7 м, которая начиналась шлюзом на корме корабля, проходила под надстройкой и кончалась в 18 метрах от носовой оконечности. Доковая камера предусматривала различные варианты загрузки:
- 18 средних десантных катеров LCM;
- 3 десантных катера LCU;
- 3 танкодесантных катера LCT Mk5 или Mk6 с 5 средними танками на каждом;
- 2 танкодесантных катера LCT Mk3 или Mk4 с 12 средними танками на каждом;
- 14 средних десантных катеров LCM Mk3 с 1 средним танком на каждом
- баржа с 1500 т груза
- 45 гусеничных десантных машин LVT;
- 47 амфибийных транспортных средств DUKW;
- 27 десантных катеров LCVP;
- средний десантный корабль LSM;
- другие грузы, который проходили в док по длине и ширине, например эскортный эсминец для ремонта.